# Закрытое предприятие
Закрытое предприятие — новосибирская рок-группа новой волны, существовавшая в 1986—1994 годы. Руководитель — Аркадий Головин.

## История

### 1980-е
Группа была основана в 1986 году. Осенью этого года формируется первоначальный состав коллектива: Андрей Барков, Аркадий Головин, Николай Дизендорф. В тот период «Закрытое предприятие» начал работу над первым альбомом «Комендатура».
В декабре 1986 года к ним присоединяется Игорь «Бух» Олешкевич, но уже летом уходит в группу «Путти».
В апреле 1987 года группа выступила на I фестивале Новосибирского рок-клуба, после чего сразу вошла в его состав. Тогда же завершилась работа над первым альбомом, магнитная версия которого была выпущена небольшим тиражом.
Осенью 1987 года команда вошла в состав «Студии-8».
В 1988 году «Закрытое предприятие» участвовала в Иркутском рок-фестивале и заняла первое место. В то время в коллектив пришёл барабанщик Ренат Вахидов, игравший в таких группах как «Бомж», «Техники света», «Промышленная архитектура» и «Мужской танец».
В 1988 году группа завершает второй альбом «Конструкция» и, кроме того, снимается на телевидении Новосибирска. К показу не допустили клип «Я никому не должен», так как его посчитали идеологически опасным.
В зимний период с 1988 на 1989 год «Закрытое предприятие» на своей репетиционной базе записывает совместно с Янкой Дягилевой три песни. Тогда же группа начинает работать над новыми песнями, часть из которых затем войдёт в их будущий альбом 1989 года.
В середине 1989 года организовался новый состав: Аркадий Головин, Сергей Эксузьян, Александр Жуковский. Какое-то время с коллективом работала клавишница Галина Климкович, с ней музыканты записали альбом «Лето в Вашингтоне».
Осенью 1989 году коллектив участвовал в фестивале «Next Stop Rock'n'Roll — 89», организатором которого был Сергей Бугаёв.

### 1990-е
В 1990 году «Закрытое предприятие» вместе с московской «Технологией» уезжает на коммерческие гастроли в качестве групп для «разогрева». Она была выбрана потому, что к тому времени была одной из самых профессиональных сибирских групп «новой волны».
В 1991 году на Ленинградском телевидении снималась передача о только начинающем зарождаться в России направлении — электронной музыке. Вместе с Натальей Ветлицкой, Игорем Селивёрстовым и группами «Технология», «Arrival», «Мальчишник» в съёмках приняли участие и музыканты «Закрытого предприятия».
В начале 1990-х музыкальная деятельность группы находилась на пике волны, однако уже к 1992—1993 годам участники группы теряют интерес к собственному творчеству. Одной из причин снижения творческой активности возможно было неприятие музыкантами новых стандартов коммерческой музыки. Команда продолжает давать в Новосибирске и области редкие концерты, последний из которых прошёл в клубе «Отдых» в канун Рождества 1994 года.

## Музыкальные особенности
Первоначально в произведениях «Закрытого предприятия» присутствовало гитарное звучание, но в уже в альбомах «Инфляция» и «Лето в Вашингтоне» его полностью вытесняет синтезатор.
Музыканты активно использовали возможности драм-машины и звукового процессора, благодаря чему смогли придать каждой песне свой индивидуальный облик. Большой акцент делается на ритмической составляющей.
Музыка группы оказывает на слушателя «гипнотическое» воздействие благодаря многократным повторам мелодических оборотов.
Схожее с трансом состояние усиливается с помощью ритмического остинато ударных, которое, чаще всего, выдержано в течение всей композиции.
Вокальная манера исполнения также специфична: носовой тембр, резкие переходы между скандированием текста и пением, которое временами перерастает в пронзительный крик.
Тексты песен — специфический иносказательный язык, часто повторяющиеся отдельные слова-фразы, присутствующие практически во всех работах коллектива.
Наиболее часто песни коллектива посвящены социальной тематике, любви и одиночеству.

## Состав

### Первый состав
- Андрей Барков — вокал, гитара
- Аркадий Головин – автор музыки, второй вокал, синтезаторы, драм-машина
- Николай Дизендорф — автор слов, бас-гитара
- Янка Дягилева - вокал, гитара

### Второй состав
- Аркадий Головин — вокал
- Сергей Эксузьян — синтезаторы
- Галина Климкович — синтезатор
- Александр Жуковский — бас-синтезатор

## Дискография

### Синглы
- 1986 — «Сонный пляж»

### Альбомы
- 1987 — «Комендатура»
- 1988 — «Инфляция»
- 1988 — «Конструкция»
- 1989 — «Лето в Вашингтоне»
- 1990 — «ЗП»
- 1993 — «Сборник ЗП»

## Клипы
- «Я никому не должен»
- «В ночи»
- «Генератор»
- «Контроль»